# Dante Sebastio
Dante Sebastio (Taranto, 21 luglio 1971) è un giornalista e scrittore italiano.

## Biografia
Sposato con Flora, è padre di Sofia e Filippo.
A 18 anni intraprende la carriera di giornalista sportivo, collaborando con La Gazzetta dal 1996. La sua passione per l'Inter lo ha portato a scrivere due libri sulla squadra nerazzurra.

## Opere
- 101 motivi per odiare il Milan e tifare l'Inter, Newton Compton Editori, 2009,  p. 287, ISBN 978-88-541-1537-8.
- 101 gol che hanno fatto grande l'Inter, Newton Compton Editori, 2011,  p. 318, ISBN 978-88-541-2678-7.